# トレンドライン
トレンドラインは株式投資用語で、テクニカル指標の一つである。
上昇相場であれば、安値と安値を結んだ線、下降相場であれば高値と高値を結んだ線のことであり、トレンドラインが株価の心理的な抵抗線になる。
テクニカルの基本中の基本であるが、プロに言わせて見れば、一番難しいと言う意見が実際に多くある。
株価がトレンドラインを超えたからといって、必ず相場が反転するのでは無く、だましも多く存在する。

## 使用例
- 株価上昇中にトレンドラインを割り込んだので、株を売却した。
- 株価下降中に下降トレンドラインを超えたので、株を購入した。